# Syrna
Syrna (griechisch Σύρνα [ˈsirna] (f. sg.)), früher auch Sirina (griechisch Σειρήνα [siˈrina] (f. sg.)) genannt, ist eine griechische Ägäisinsel, gelegen 35 km südöstlich von Astypalea und 44 km südwestlich von Nisyros. Verwaltungsmäßig gehört Syrna zur Gemeinde Astypalea in der griechischen Region Südliche Ägäis, Regionalbezirk Dodekanes.
Die höchste Erhebung der nur etwa 7,8 km² großen Insel ist 322 Meter hoch. Syrna ist heute unbewohnt, Reste von Bebauung findet man auf einer flacheren Landzunge zwischen zwei Buchten im Südwesten der Insel; hier steht auch eine Kapelle, die dem heiligen Johannes geweiht ist, eine zweite Kapelle auf der Insel ist dem heiligen Georg gewidmet. Bewohner anderer Inseln betreiben auf Syrna weiterhin Tierzucht, Landwirtschaft und Fischerei.
Minoische Funde aus der mittleren Bronzezeit belegen eine frühe Besiedlung der Insel. Im Seegebiet um die Insel wurden mehrere Schiffswracks aus klassischer oder byzantinischer Zeit gefunden.

## Natur
Der Bewuchs der kargen Insel wird dominiert von Phönizischem Wacholder (Juniperus phoenicea) und anderen Pflanzenarten der Phrygana.

### Naturschutz
Die Insel selbst und die ihr südöstlich vorgelagerten Fels-Eilande sind Brut- und Durchzugsgebiet einiger seltener Vogelarten, vor allem Korallenmöwe, Mittelmeer-Sturmtaucher, Gelbschnabel-Sturmtaucher und der geschützte Eleonorenfalke. Daher ist Syrna Teil des Natura-2000-Gebietes.
- GR 4210011 Vrachonisia Egeou: Velopoula, Falkonera, Ananes, Christiana, Pachia, Fteno, Makra, Astakidonisia. Syrna Gyro Nisia (Βραχονήσια Νοτίου Αιγαίου: Βελοπούλα, Φαλκονέρα, Ανάνες, Χριστιανά, Παχειά, Φτενό, Μακρά, Αστακιδονήσια, Σύρνα-Γύρω νησιά).[3] (zudem auch als Important Bird Area eingestuft.[4])